# Fusichalara clavatispora
Fusichalara clavatispora är en svampart som beskrevs av P.M. Kirk 1984. Fusichalara clavatispora ingår i släktet Fusichalara, divisionen sporsäcksvampar och riket svampar.   Inga underarter finns listade i Catalogue of Life.